# 5,8 × 42 mm
Die 5,8 × 42 mm ist eine moderne chinesische Mittelpatrone. Sie wurde Ende der 1980er-Jahre – dem Trend zum kleineren Kaliber folgend – entwickelt, um die Standardpatrone 7,62 × 39 mm M 43 abzulösen. Nach der Entwicklung der Patrone entwickelte die chinesische Rüstungsindustrie eine Reihe moderner Sturmgewehre und Maschinengewehre für diese Munition.

## Entwicklung
Basierend auf den Erfahrungen, die die US-amerikanischen Streitkräfte im Vietnamkrieg mit der neuen 5,56-mm-Kleinkalibermunition machten, entwickelte die Sowjetunion die AK-74 mit der dazugehörigen 5,45×39-mm-Patrone. Die chinesische Rüstungsindustrie und das chinesische Militär war über diese Entwicklungen – nicht zuletzt aufgrund der Waffenhilfe für Vietnam, infolge der mit hoher Wahrscheinlichkeit Beutewaffen und -munition nach China gelangten – informiert. Im März 1971 fand in Peking die sogenannte „Konferenz 713“ statt, auf der die künftigen Entwicklungen im Infanteriewaffenbereich besprochen wurden und Kriterien für Infanteriewaffen und -munition festgelegt wurden.
Die neu zu entwickelnde Munition sollte ein Kaliber von etwa 6 mm sowie eine Mündungsgeschwindigkeit um die 1000 m/s haben. Gegenüber der 7,62×39-mm-Standardpatrone sollten der Rückstoß und das Gewicht verringert sowie gleichzeitig die Präzision und Endballistik verbessert werden.
Bei der nächsten „Konferenz 744“ wurde das Kaliber auf entweder 5,8 oder 6 mm festgelegt. Für die Hülse wurden sieben verschiedene Entwürfe präsentiert, die Patronengesamtlängen zwischen 56 und 59,5 mm bedingten.
Die eigentliche Entwicklung begann 1978. Im Jahr 1979 wurden das Kaliber 5,8 mm und eine Hülsenlänge von 42 mm als endgültige Maße festgelegt.
Für erweiterte Feldtests wurde eine größere Anzahl Sturmgewehre des Typs 87 hergestellt, die technisch dem auf die neue Patrone umgestellten Typ 81 entsprachen.
1987 war die Entwicklung abgeschlossen und die Patrone wurde als DBP87 in die Bewaffnung der Volksbefreiungsarmee aufgenommen.

### DBP88
1988 begann die Arbeit an einer Variante mit schwererem Geschoss und besserer Endballistik. Das Geschoss wiegt 5,0 g und erreicht eine Mündungsgeschwindigkeit von 900 m/s.

## Varianten
Die Patronen werden als Dàn Bùqiāng Pŭtòng (DBP), dt.: Standardgewehrpatrone, plus dem Jahr der Übernahme in die Bewaffnung bezeichnet. Alle Varianten haben eine Hülse aus lackiertem Stahl und Berdanzündung.
- DBP87: Die ursprüngliche Version mit 24,2 mm langem Vollmantelgeschoss und Stahlkern. Der Kern aus gehärtetem Stahl ist 16 mm lang, hat 4 mm Durchmesser und wiegt 1,5 g. Er sitzt am Geschossboden.[1]
- DBP88: mit schwererem Geschoss (5,0 g) und erhöhter Ladung. Hauptsächlich für die lMG-Variante des Typ 95, wird aber auch im Zielfernrohrgewehr QBU-88 sowie im QJY-88-Universalmaschinengewehr verwendet. Der Stahlkern des etwas längeren und aerodynamischer geformten Geschosses sitzt im vorderen Teil.[1]
- DBP95: Verbesserte Version des DBP87 von 1995 mit anderem Pulver und korrosionsfreiem Zündhütchen.[3]

## Leistungen
Die Leistungen der 5,8 × 42 mm werden gemeinhin etwas oberhalb sowohl der sowjetischen 5,45 × 39 mm als auch der amerikanischen 5,56 × 45 mm NATO eingeordnet. So soll die 5,8 × 42 mm eine gestrecktere ballistische Kurve und eine höhere Energie wie auch Durchschlagskraft besitzen.
| Patrone                       | 5,8 × 42 mm (DBP85) | 5,45 × 39 mm (7N6) | 5,56 × 45 mm NATO (SS109) |
| ----------------------------- | ------------------- | ------------------ | ------------------------- |
| Gesamtlänge (mm)              | 61,07               | 56,75              | 57,40                     |
| Hülsenlänge (mm)              | 42                  | 39                 | 45                        |
| Patronenbodendurchmesser (mm) | 10,42               | 10,00              | 9,60                      |
| Masse (g)                     | 12,5                | 10,5               | 11,2                      |
| Geschossmasse (g)             | 4,26                | 3,43               | 3,95                      |
| Pulverladung (g)              | 1,8                 | 1,85               | 1,62                      |
| v0 (m/s)                      | 930                 | 960                | 940                       |
| Geschossenergie (J)           | 1842                | 1581               | 1745                      |